# Université Concordia (New York)
L'université Concordia (en anglais : Concordia College) est une université américaine située à Bronxville dans l'État de New York. Elle fait partie du Concordia University System.

## Source
- (en) Cet article est partiellement ou en totalité issu de l’article de Wikipédia en anglais intitulé « Concordia College (New York) » (voir la liste des auteurs).